# Macaulay Culkin
Macaulay Culkin (New York, 26 augustus 1980) is een Amerikaans filmacteur.

## Biografie
De acteercarrière van Culkin begon als kindster eind jaren tachtig, waarin hij onder meer speelde in de komedie Uncle Buck. In 1990 had hij de hoofdrol in Home Alone en in 1992 in het vervolg, Home Alone 2: Lost in New York. Culkin wordt dankzij deze twee Home Alone-films gezien als een van de grootste kindsterren ooit. Hij verdiende een gage van 7 miljoen dollar dankzij het succes ervan.
Culkin was in zijn succesjaren goed bevriend geraakt met popzanger Michael Jackson, kwam graag op bezoek op diens ranch "Neverland" en speelde mee in zijn videoclip Black or White.
Halverwege de jaren negentig gingen moeder Patricia Bentrup en vader Christopher 'Kid' Culkin, die niet getrouwd waren, uit elkaar. Bentrup kreeg de zeven kinderen toegewezen die het echtpaar had, onder wie Culkins acterende broertjes Kieran en Rory. Om te voorkomen dat zijn ouders zeggenschap zouden krijgen over zijn trust fund, dat op dat moment een waarde had van rond de 17 miljoen dollar, begon Culkin een rechtszaak. Tot er uitspraak werd gedaan (in april 1997), nam hij geen rollen meer aan.
Na de scheiding van zijn ouders trok Culkin zich terug uit de media. Hij kwam nog wel in het nieuws vanwege vermeend gebruik van verdovende middelen. In 2005 verscheen hij in gastrollen in de televisieserie Las Vegas.
In 2004 werd Culkin aangehouden voor het bezitten van cannabis en antidepressiva. In juli 2005 getuigde hij in de rechtszaak over het vermeende kindermisbruik door zijn vroegere vriend Jackson. Daarin ontkende hij te zijn misbruikt.
In 2018 speelde Culkin in een online video van Google, waarin de Google Home een speciale kerstrol speelt.
In 2023 kreeg Culkin een ster op de Hollywood Walk of Fame.

## Persoonlijk
In 1998 trouwde Culkin met Rachel Miner, van wie hij in 2000 scheidde. 
In 2003, negen jaar na zijn laatste film Richie Rich, maakte Culkin de film Party Monster. Hierbij ontmoette hij Wilmer Valderrama, die hem koppelde aan Mila Kunis, een relatie die aanhield tot 2011.
Sinds 2017 is Culkin samen met actrice Brenda Song, die hij leerde kennen op de set van de film Changeland. In januari 2022 werd bekend dat Culkin en Song zich verloofd hadden. Ze kregen twee kinderen, in 2021 en 2022.

## Filmografie
- 1988 - Rocket Gibraltar - Cy Blue Back
- 1988 - Uncle Buck - Miles Russel
- 1989 - See you in the morning - Billy Livingstone
- 1990 - Jacob's Ladder - Gabe
- 1990 - Home Alone - Kevin McCallister
- 1991 - Only the lonely - Billy Muldoon
- 1991 - My Girl - Thomas J. Sennett
- 1991 - Michael Jackson - Black or White (videoclip)
- 1992 - Home Alone 2: Lost in New York - Kevin McCallister
- 1993 - The Good Son - Henry Evans
- 1993 - The Nutcracker - Nutcracker-prince
- 1994 - The Pagemaster - Richard Tyler
- 1994 - Getting even with Dad - Timmy Gleason
- 1994 - Richie Rich - Richie Rich
- 1997 - Sunday (music video) - Sonic Youth - soundtrack Suburbia
- 2003 - Party Monster - Michael Alig
- 2004 - Saved - Roland
- 2007 - Sex and Breakfast - James
- 2012 - Robot Chicken
- 2017 - Changeland[5]
- 2018 - The Angry video game nerd - Episode 164 - Home Alone Games

- Bibsys: 5086385
- Biblioteca Nacional de España: XX1166754
- Bibliothèque nationale de France: cb13964400f (data)
- Gemeinsame Normdatei: 132983990
- International Standard Name Identifier: 0000 0001 1476 5504
- Library of Congress Control Number: n93024415
- Nationale Bibliotheek van Letland: 000343754
- MusicBrainz: efe3f931-0fc7-428f-b68e-616c87bbcfd2
- Nationale Bibliotheek van Tsjechië: xx0022305
- Nationale Bibliotheek van Israël: 987007366449705171
- Nationale Bibliotheek van Polen: a0000002163218
- Nederlandse Thesaurus van Auteursnamen: 086393901
- SNAC: w6dg9r9x
- Système universitaire de documentation: 161465447
- Virtual International Authority File: 85441746
- WorldCat: E39PBJdRrj9FxPkRCyBWWQDKBP